# Ophiomyxa bengalensis
Ophiomyxa bengalensis är en ormstjärneart som beskrevs av Jean Baptiste François René Koehler 1897. Ophiomyxa bengalensis ingår i släktet Ophiomyxa och familjen skinnormstjärnor. Inga underarter finns listade i Catalogue of Life.